# Nicolas Kettel
Nicolas Kettel (Dudelange, 17 dicembre 1925 – Lussemburgo, 7 aprile 1960) è stato un calciatore lussemburghese, di ruolo attaccante.

## Carriera
Con la Nazionale lussemburghese prese parte ai Giochi olimpici del 1948.

## Palmarès

### Club

#### Competizioni nazionali
- Coppa Svizzera: 1

Young Boys: 1952-1953